# 城郊乡 (柘荣县)
城郊乡，是中华人民共和国福建省宁德市柘荣县下辖的一个乡镇级行政单位。

## 行政区划
城郊乡下辖以下地区：
岭边亭村、湄洋村、福基岗村、前山村、赤岭村、下村、靴岭尾村、金家洋村、际头村、南岔村、长坑村、梨坑村、熊透村、坑里村和仙山村。